# Giovanni Battista Marenco
Giovanni Battista Marenco SDB (* 27. April 1853 in Costa d’Ovada; † 22. Oktober 1921 in Turin) war ein Ordenspriester und römisch-katholischer Erzbischof.

## Leben
Er verbrachte seine Gymnasialzeit und sein philosophisches Studium im Diözesanen Studienseminar von Acqui.
Durch die Begegnung mit Don Bosco entschied er sich, Salesianer Don Boscos zu werden, und trat am 17. Mai 1873 ins Salesianische Oratorium in Valdocco ein. Am 18. Dezember 1875 wurde er zum Priester geweiht. Zunächst arbeitete er als Lehrer am städtischen Kolleg von Alassio und am adeligen Kolleg von Turin-Valsalice. 1878 schickte ihn Don Bosco nach Lucca, um dort ein neues salesianisches Institut bei der Kreuzkirche zu eröffnen und zu leiten. Dies geschah so erfolgreich, dass Don Bosco ihn auch mit der Aufgabe betraute, den Bau der Kirche S. Giovanni Evangelista in Turin zu leiten, die im Oktober 1882 inauguriert wurde. Marenco blieb dort etwas mehr als 5 Jahre. Im Februar 1888 wurde er nach S. Pier d'Arena versetzt, wo er das Hospiz S. Vincenzo de' Paoli und die damit verbundene Pfarrei St. Gaetano zu leiten hatte. Schließlich wurde er Provinzial. 1892 wurde er ans Oratorium in Turin zurückberufen, wo der Nachfolger Don Boscos als Generaloberer Michael Rua ihn als Generalvikar auswählte, insbesondere zur Konsolidierung des Instituts der Don-Bosco-Schwestern, die unter seiner Generaldirektion einen weiteren großen Aufschwung erlebten. Im November 1889 wurde er zum Generalprokurator der Salesianer beim Heiligen Stuhl gewählt. In dieser Zeit wurde er auch Konsultor zahlreicher Vatikanischer Kongregationen.
Am 29. April 1909 wurde er durch Papst Pius X. zum Bischof von Massa Carrara ernannt, am 16. Mai desselben Jahres zum Bischof geweiht. Auf Wunsch Don Ruas fand die Weihe in der neuen Kirche S. Maria Liberatrice statt. Papst Benedikt XV. machte ihn 1917 zum Apostolischen Internuntius von Zentralamerika, namentlich von Costa Rica, Nicaragua und Honduras, verbunden mit der Ernennung zum Erzbischof des Titularbistums Edessa in Macedonia. Außerdem hatte er den Heiligen Stuhl in El Salvador und Guatemala zu vertreten. Er wurde damit zum Nachfolger von Kardinal Cagliero.
Er starb infolge einer Malariaerkrankung.